# Chorisoneura vivida
Chorisoneura vivida är en kackerlacksart som beskrevs av Rocha e Silva och Gurney 1962. Chorisoneura vivida ingår i släktet Chorisoneura och familjen småkackerlackor. Inga underarter finns listade i Catalogue of Life.